# Martha Sochatzy
Martha Emilie Johanne Sochatzy auch Martha Ackermann (* 13. November 1860 in Schwanebeck in Pommern; † 14. April 1940 in Kutschlau (heute Chociule) bei Schwiebus) war eine deutsche Zahnärztin.

## Leben

### Familie
Martha Emilie Johanne Sochatzy war das achte von neun Kindern des Pfarrers Anton Sochatzy (* 12. August 1810 in Neutitschen; † 24. Februar 1884 in Schwanebeck) und dessen Ehefrau Marie (geb. Clausius) (* 28. Februar 1829 in Köslin; † 5. März 1908 in Altona). 
Am 8. Januar 1903 heiratete sie in Leipzig den Rittergutsbesitzer Karl Franz Ackermann (* 28. Oktober 1848 in Kutschlau; † 21. Februar 1926 in Meran). Nach der Hochzeit verließ sie Leipzig und zog mit ihrem Ehemann auf sein Gut nach Kutschlau. 
Nach ihrem Tod erhielt der Bodenkundler Eilhard Alfred Mitscherlich das Gut.

### Werdegang
Martha Emilie Johanne Sochatzy besuchte bis 1875 die Schule und ging dann nach Dramburg, um sich in Französisch, Englisch und Musik weiterzubilden. Nach der Ausbildung kehrte sie in das Elternhaus zurück und unterstützte ihre Mutter als Hausfrau sowie in den Familienhaushalten der älteren Geschwister.
Sie durfte bei ihrem Bruder, der als Arzt tätig war, bei den Operationen assistieren, womit ihr Wunsch nach einer selbständigen medizinischen Tätigkeit geweckt wurde; dies scheiterte jedoch aus finanziellen Gründen. Ihre Mutter sicherte, nach dem Tod ihres Vaters, das Studium des jüngsten Bruders ab und dies stärkte ihren Entschluss, sich von Abhängigkeiten zu befreien und sich vor dem Verlust der Selbständigkeit zu schützen.
Sie war in der Folgezeit unter anderem als Wirtschafterin in Offiziershaushalten tätig und wurde von Frauen unterstützt, die der Frauenbewegung nahestanden.
Frauen, die eine akademische Ausbildung zur Zahnärztin anstrebten, konnten ihre Befähigungsnachweise nur durch ein Studium in den USA erlangen, da sie in Deutschland erst seit 1899 durch einen Bundesratsbeschluss zum Studium zugelassen wurden. Am 10. August 1890 reiste sie von Hamburg nach Philadelphia und begann ab dem 1. September 1890 ein Studium der Zahnheilkunde am Pennsylvania Dental College; hier war 1867 die spätere Berliner Zahnärztin Henriette Hirschfeld-Tiburtius als zweite Frau in den USA überhaupt zum Studium zugelassen worden.
Im Februar 1891 bestand sie ihr erstes Examen und begann in den Semesterferien mit einer Studienkollegin, in einem Badeort zu praktizieren. Die dabei erlangten praktischen Fähigkeiten führten zum Examensergebnis vom 24. Februar 1892 mit dem Prädikat „Sehr gut“ und am 2. März 1892 promovierte sie zum Doctor of Dental Surgery (D.D.S.). 
Nach ihrer Rückkehr nach Deutschland eröffnete sie am 28. Juli 1892 ihre zahnärztliche Praxis in Leipzig und war dort die erste nachweisbare niedergelassene Zahnärztin; sie musste sich bereits nach einem Jahr personell verstärken. 1893 praktizierte sie in Leipzig in der Leplaystraße 1, 3. Etage und hatte dort ihre Praxis und eine gemeinsame Wohnung mit ihrer Mutter. 
Um sich bei ihren Unterstützerinnen im Allgemeinen Deutschen Frauenverein zu bedanken, die sie nach dem Studium durch Beiträge und Annoncen im Vereinsorgan Neue Bahnen unterstützten, begann sie, nach dem Vorbild der Gynäkologin Anna Marie Kuhnow, mit einer Vortragstätigkeit im Frauenbildungsverein, unter anderem zum Thema Zahnpflege. 
Nach einem Reichsgerichtsurteil von 1907 durfte sie ihren Doktortitel Doctor of Dental Surgery nicht mehr führen, weil nur die im Inland approbierten Zahnärzte und Zahnärztinnen und deren akademische Grade anerkannt wurden. Einem erneuten Prüfungs- und Anerkennungsprozess hat sie sich nicht mehr gestellt. 
Ihre ärztliche Laufbahn gab sie nach der Hochzeit 1903 auf.